# Красномовство Античних віків

## Красномовство

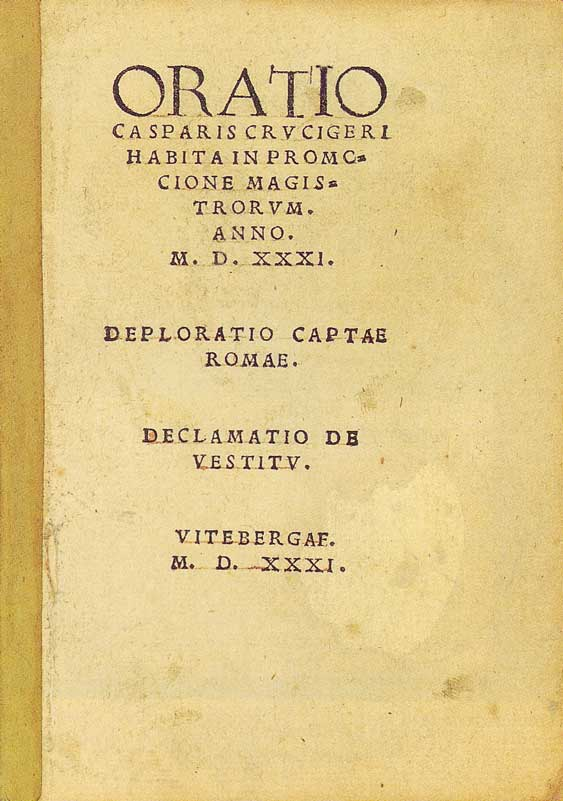
oratio

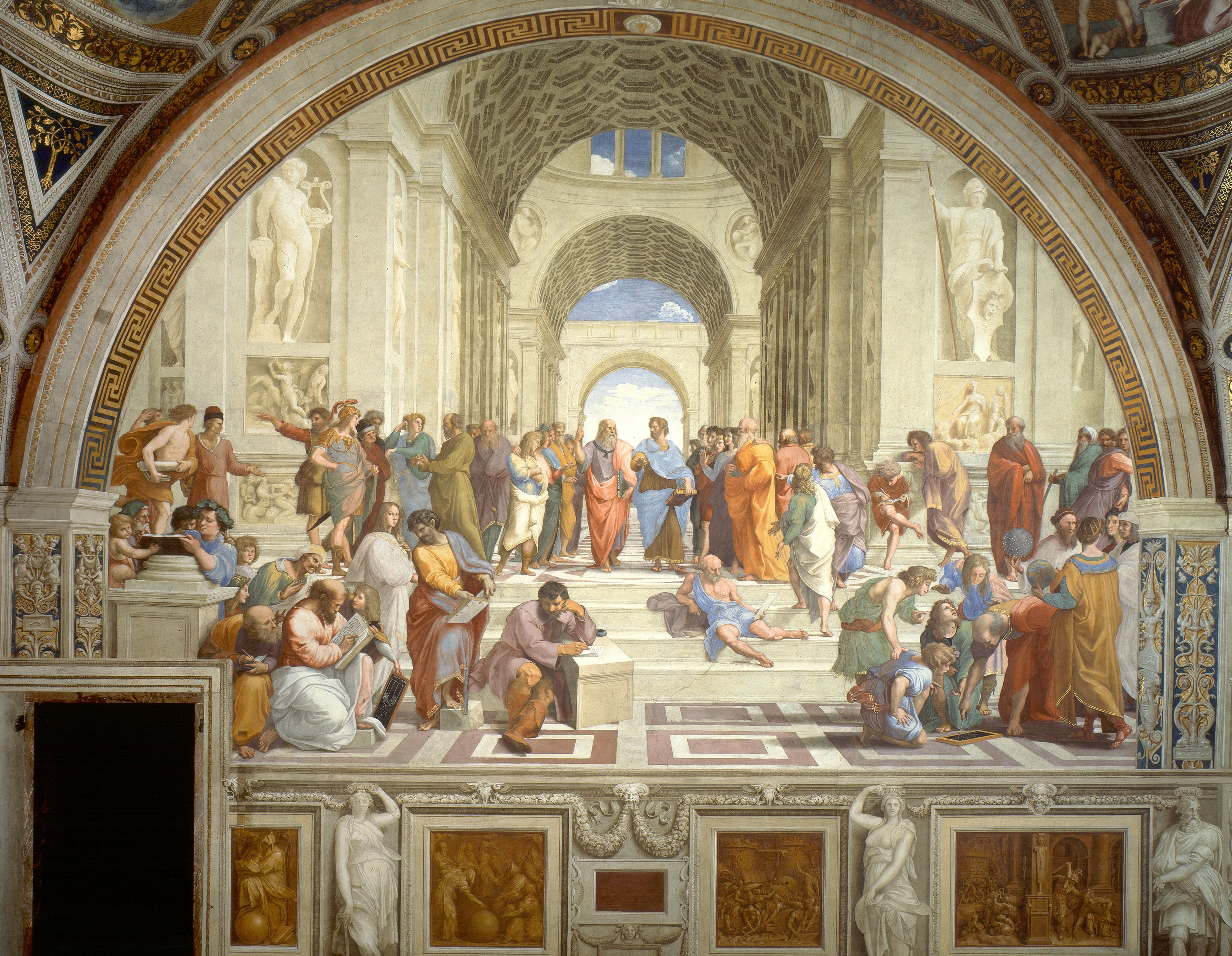
Athens

Красномовство — це справжнє мистецтво в будь-яку епоху. Завдяки вмінню правильно говорити, людина може привернути увагу кожного, захопити своєю розповіддю.
Перші публічні виступи зародились ще в Античні віки, особливо у VII—VI ст. до н. е.
Ораторське мистецтво спочатку виникло в Сицилії,а потім стрімко почало розвиватися в Афінах. Зокрема необхідність виступів була в політиці, тому що кожен хотів довести свою правоту та інтереси, переконати громаду та опонента у своїй правді. Грецькі люди завжди цінували естетику слова.

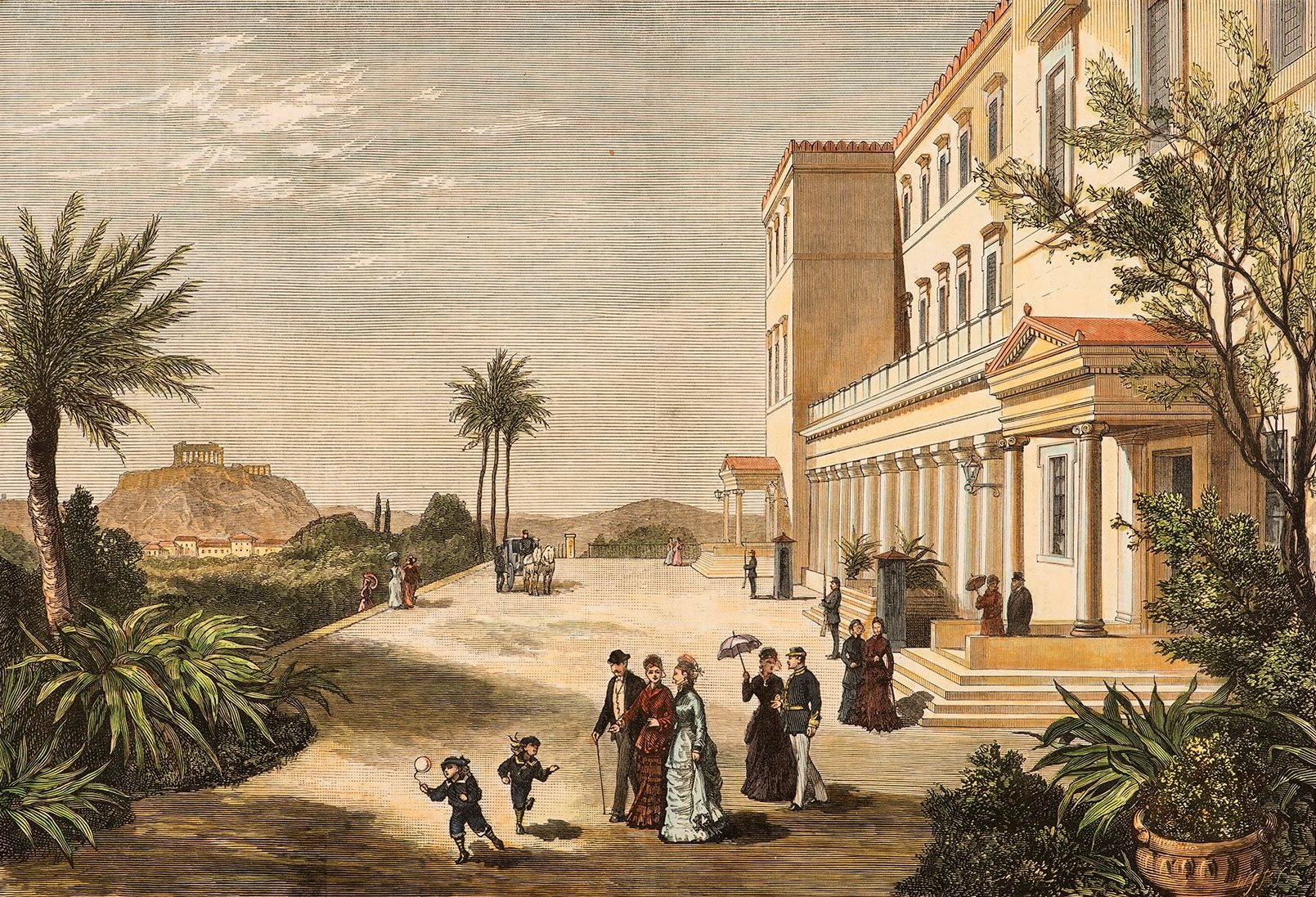
Athens

Поштовхом до розвитку ораторського мистецтва було створення суду присяжних, де провинник мусив сам себе захищати перед іншими людьми. Адже тоді не було кому захищати, адвокатів ще не існувало. Доля залежала тільки від ораторських здібностей людини, його змозі переконати інших. Але більшість не володіла таким талантом. Тому отесані люди почали писати промови для інших. Згодом так виникла нова професія — логограф.
Зі середини V ст. до н. е. виникають спеціальні школи, де професійні вчителі давали загальні правила красномовства, вчили логічно та правильно говорити. Деякі освітні заклади почали називати школами риторів. Від цього і пішла наука риторика. Риторика — наука ораторського мистецтва про способи переконання, форми мовленнєвого впливу на аудиторію. Також кожен обізнаний ритор мав враховувати особливості своєї аудиторії.

## Політична промова
Першими зародились політичні промови. Форма виголошуваної промови мала бути не лише логічною та розумною, але й красивою. Під час напруженої політичної боротьби це відігравало неабияку роль.

### Демосфен

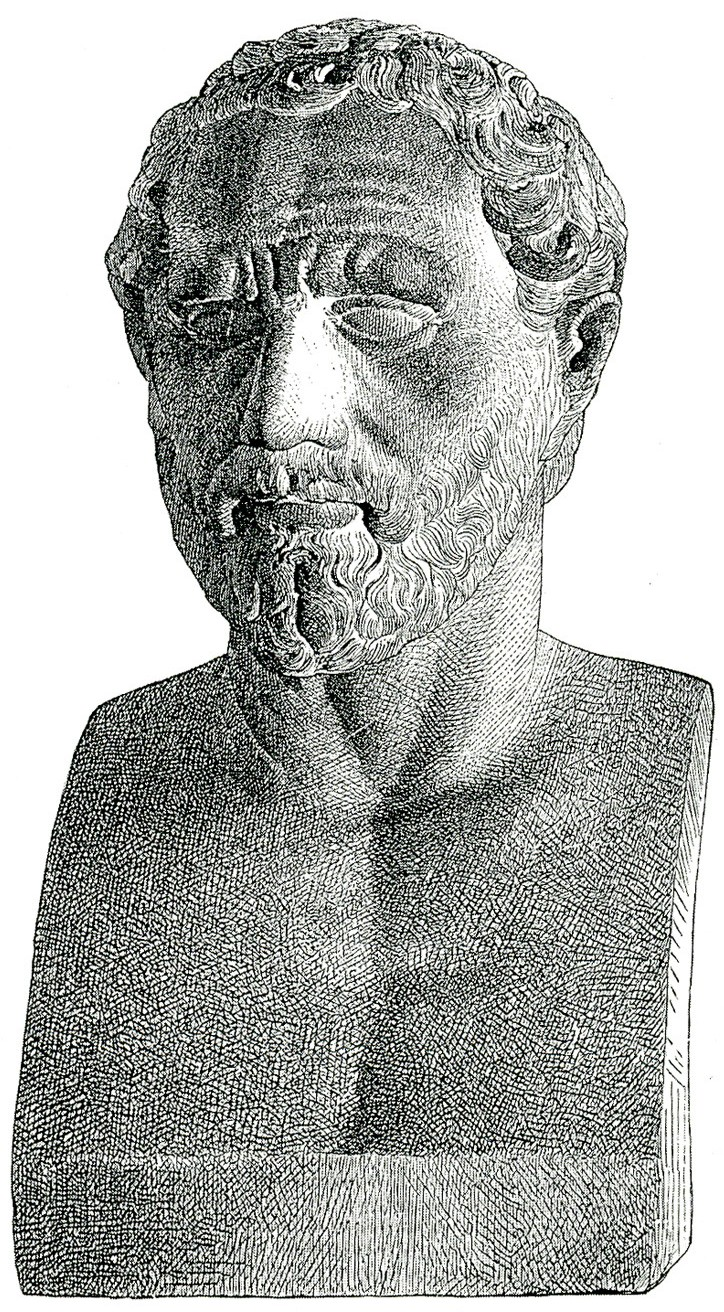

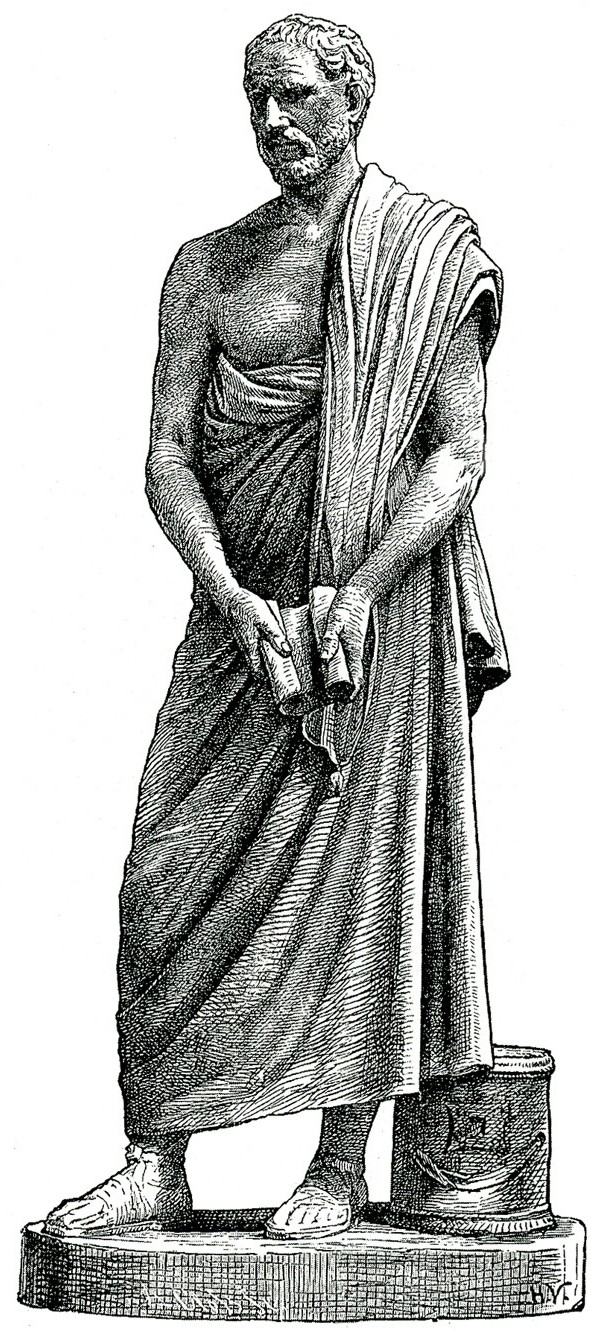
Δημοσθένης

Найвидатнішим оратором Еллади був Демосфен, його спадщина налічує близько 60 промов.
Оратор закінчив звичайну школу та в віці 18 років почав судовий процес проти своїх опікунів, бо ті розтратили все батькове майно. Через своє матеріальне становище, був змушений бути логографом. Пізніше вирішив стати політичним промовцем, але перший публічний виступ завершився невдало. Але навіть після того він не зупинявся та довгий час працював над собою та над своєю промовою. Після свого другого публічного виступу у Народних зборах, який приніс йому шалений успіх, він починає активну політичну діяльність.
Так як напруга всередині держави зростала, Демосфен у своїх промовах закликав людей з обережністю продумувати кожен свій крок. Свій талант оратор найкраще проявляє в «Промовах проти ФІліппа». Він був патріотом своєї держави та чітко висловлював свої політичні погляди у промовах. Можна додати, що він дуже любив свій народ та вірив у нього, допомагав та завжди залишався оптимістом. У своїх промовах він використовував особливості інших риторів. Пізніше його стиль розповідді назвали «могутнім».
Ораторське мистецтво Демосфена дало чималий поштовх до розвитку подальших промов.

## Судова промова
Судові промови в Афінах використовувалися набагато частіше та були значно популярнішими, ніж політичні. Усі судові процеси проводились відкрито, там було багато сторонніх та незнайомих людей, які спостерігали зі всім, що відбувається. Здебільшого судові промови проголошували обвинувач та підсудний. Тут на допомогу знову приходять логографи, які писали промови для інших. Судовий процес — це серйозна справа, яку міг виграти не кожен. Щоб переконати суддю та всіх присутніх потрібно було докласти чимало зусиль, тож удавалось це не кожному. Під час написання промови виникали деякі труднощі, тому що, логограф мав врахувати особливості характеру людини. Оскільки логографи писали текст для інших, вони акцентували увагу на численних факторах. І звичайно, виступ клієнта не мав виглядати фальшивим та заздалегідь підготовленим.

#### Лісій
Особливих успіхів та точності у цьому жанрі досягнув Лісій. Його самого навчав відомий ритор Тісій. Творча спадщина налічує понад 420 промов, але до нас дійшло лише 34.
Свій перший судовий процес почав в 403 р. до н. е. Він виступив проти Ератосфена, якого звинувачував у смерті брата. Це був перший та останній виступ Лісія в суді, після чого він почав писати промови для інших. Оскільки, професію логографа міг опанувати не кожен, то за промови люди отримували чималі кошти.
Судова промова мала своєрідну структуру. Її треба було почати так, щоб зразу привернути увагу присутніх. У вступі часто прославляли милосердя, мудрість та доброчесність суддів. Таким чином, підсудний великий вплив. Суть справи, в якій звинувачували людину, проголошувалась в оповіді. Розповідаючи самостійно, підсудний мав багато переваг. Після цього йшли докази,в який аргументували справжні мотиви, або ж заперечення скоєного. Перша та остання частина промови були схожі, тому що, здебільшого вони не стосувались самої справи. В закінченні оповідач знову звертався до суддів та присутніх.
Лісій був справжнім майстром своєї справи. Він зробив величезний внесок у розвиток ораторського мистецтва. У його виконанні промова звучала чітко, просто та перш за все — логічно. Навіть той, хто далекий від справи, міг зразу відобразити собі картину. Усі говорили, що з майстерністю Лісія ніхто не міг зрівнятися. Він уміло вводив аргументи, що і завойовувало прихильність судді до підсудного.
Лісій писав для кожного різні промови, враховуючи соціальне становище чи освіту людини. Переважно учасниками судового процесу були прості ремісники чи селянин. В їх промовах Лісій писав звичайною та простою мовою, не використовував художніх засобів, пишні метафори та пафос.
Навіть пізніше промови Лісія вважали зразком «аттичного стилю». Він не використовував архаїзмів, заплутаних слів чи виразів, які б перебивали думку. Вчені стверджували, що в його промовах не було жодного зайвого слова.
Лісія вважають не тільки зачинателем судової промови, але й літературної нової мови. Пишучи текст, він певною мірою розповідав про життя афінян у ті роки. Прихильниками його таланту були Юлій Цезар, Квінтіліан, Цицерон та ще багато відомих людей. Деякі вчені ставили його навіть вище за Демосфена. В простих, але в той же час бездоганних промовах криється справжній талант.

## Урочиста (епідиктична) промова
В честь святкових днів та ювілеїв виголошували урочисті промови. Вони такоє відіграли значну роль у розвитку красномовства. Виникає одночасно з судовими промовами.

### Ісократ

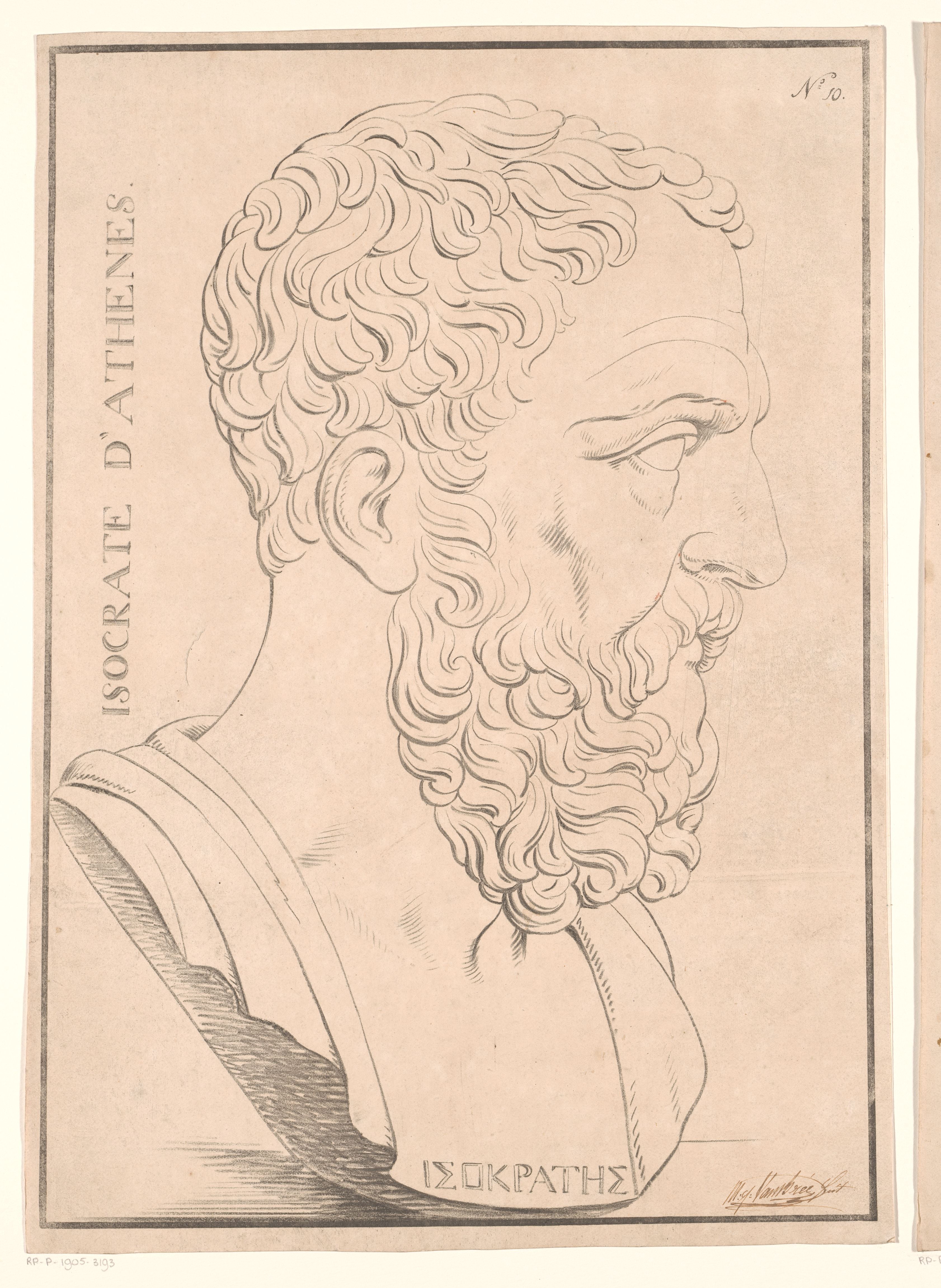
Ίσοκράτης

Ісократ — найвидатніший представник цього жанру. В деяких джерелах йдеться про те, що він був учнем Сократа та Горгія. Відомо, що отримав чудову освіту. Його літературна спадщина налічує понад 60 промов, з них до нас дійшла лише 21. Ісократ написав 15 урочистих промов.
Почав працювати логографом після поновлення демократії, а наприкінці 90-х років IV ст. до н. е. відкрив власну школу для розвитку ораторського мистецтва. Усе своє життя він присвятив навчанню інших, тому був досить багатою людиною, адже освічені люди отримували чималі гроші за свою роботу.
Ісократ не втручався в політичні справи та ніколи не виступав з публічними промовами.
У 380 р. до н. е. Ісократ написав промову, яку готував 10 років — «Промова на загальних еллінських зборах». Вона стала найбездоганнішою та була проголошена на зборах перед Олімпійськими іграми. В ній логограф прославляє велич своєї держави, а саме Афін. Ця ідея розвивалася ще в декількох його промовах.
Ісократ започаткував систему ритмізованих фраз, щоб поєднати гармонійність та красномовство в одному тексті. Досконалість та плавність звучання допомагали уникнути хіатуса(«зіяння»). Ісократ розвинув та вдосконалив «горгієві фігури». Кожне наступне речення ідеально та гармонійно продовжувало думку попереднього.
В подальшому римські та оратори доби еллінізму використовували усі стилістичні застосунки Ісократа.

### Фукідід
Фукідід (або ж Тукідід) — видатний давньогрецький історик та письменник, який народився близько 460-х роках до н. е.
Письменник отримав чудову освіту і часто брав участь у політичному житті Афін. Був прихильником демократії Перикла.
Ніхто не міг зрівнятись із силою думки Фукідіда. Його продовжувачем став Ксенофонт.

## Епітафій (надгробна промова)
Епітафій вперше був виголошений на могилах 192 воїнів. З того часу започаткувалась традиція. Кожного року вшановували відданих та сміливих патріотів, які віддали своє життя у греко-перських війнах. Пізніше цей ритуал ще більше поширився, тому епітафії виголошували не тільки для людини-воїна, але й для простого ремісника чи селянина.
На жаль, сьогодні не відомо, чи були спеціалісти та видатні представники цього жанру. Також жодна з надгробних промов не була зафіксована чи збережена. Це дещо ускладнює змогу уявити промови цього жанру.
Кожен оратор чи освічена людина могла виголосити промову, якщо це було необхідно. Поступово епітафій набував певної структури та згодом став жанром. Цю структуру дотримувались ще довгий період часу. Деякі вважають, що зразком епітафію може слугувати виступ Перікла після загибелі афінських воїнів в перші дні Пелопоннеської війни. Ця промова була написана Фукідідом. Варто зазначити, що Перікл виступав вже тоді, коли структура та композиція епітафію вже були остаточно сформовані та затверджені.
Також епітафієм називають надмогильний надпис, який переважно написаний у віршованій формі.
Незважаючи на те, що донині не зберігся жоден приклад епітафію, відома деяка його будова.

###### Будова епітафію
1. Спершу оратор висловлює свою подяку та похвалу тим, «хто вперше додав до похоронного обряду надмогильне слово».
2. Потім вихваляють засновників та правителів всемогутньої держави, які здобули валю та залишили незалежною і сильною своїм нащадкам.
3. Основну частину становлять промови про славну Афінську державу, її могутність та силу перед іншими державами. Тут частково присутні політичні настрої. Йдеться про закони та правила, які має вшановувати кожен громадянин; виховання дітей та молоді справжніми патріотами;засудження війни та встановлення дружніх стосунків з іншими країнами;роздуми про демократію.
4. Так як, перші епітафії були складені для воїнів-патріотів, то особливу увагу звертали на їхні подвиги. Вони себе показали зі сторони мужніми, сміливими та гідними своєї держави.
5. Далі було звернення до батьків загиблих. Їм надавали неабияку підтримку, тому що вони змогли гідно виховати своїх дітей.
6. Після подяки та похвали, оратор звертається до молоді та закликає їх діяти, як ці воїни, яка віддали своє життя за них.
7. Епітафій закінчується запевненням, що держава завжди буде підтримувати своїх вихованців та їх рідних.

Таким чином, епітафій мав моралістичні та наставницькі настрої, закликав бути патріотом та лояльною людиною.